# Centrolepis curta
Centrolepis curta är en gräsväxtart som beskrevs av David Alan Cooke. Centrolepis curta ingår i släktet Centrolepis och familjen Centrolepidaceae. Inga underarter finns listade i Catalogue of Life.